# Love Unlimited
Love Unlimited war ein weibliches Gesangstrio, das den US-amerikanischen Singer-Songwriter Barry White auf seinen Alben und Konzertreisen begleitete. Sie waren auch mit eigenen Aufnahmen erfolgreich.

## Karriere
Die 1969 gegründete Gruppe bestand aus Barry Whites zukünftiger Frau Glodean James, ihrer Schwester Linda James und ihrer Cousine Diane Taylor.
1972 hatten sie ihren ersten Hit mit Walkin' in the Rain with the One I Love. Er erreichte Platz 14 der Billboard Hot 100, Platz 7 der Cashbox Top 100 und Platz 6 der Hot R&B/Hip-Hop Songs. Der Titel war auch in Großbritannien erfolgreich und erreichte Platz 14 der UK Singles Charts. Er verkaufte sich über eine Million Mal und wurde im Juli 1972 von der RIAA mit einer Goldenen Schallplatte ausgezeichnet.
Im Jahr 1973, als ihr Album mit dem Titel Under the Influence of… Love Unlimited auf Platz 3 der Billboard-Pop-Album-Charts landete, wurde Love Unlimited die erste weibliche Gruppe, deren Album die Top 5 seit Greatest Hits Vol. 3 von Diana Ross & The Supremes im Jahr 1970 erreichte. Das Album enthielt die Single It May Be Winter Outside (But in My Heart It’s Spring), ein Lied, das ursprünglich von Barry White und Paul Politi für Felice Taylor im Jahr 1966 geschrieben wurde. Es erreichte Anfang 1975 Platz 11 der UK Singles Charts.
1975 hatten sie ihren ersten und einzigen Nummer-eins-Hit, I Belong to You, der eine Woche lang an der Spitze der Best Selling Soul Singles Charts stand. Er erreichte auch Platz 27 der Billboard Hot 100. Der Song war auf ihrem dritten Album In Heat zu hören, das auch eine Gesangsversion von Love’s Theme enthielt.
1977 wechselten sie zu Whites eigenem Plattenlabel Unlimited Gold und nahmen zwei weitere Alben auf: He's All I've Got und Love Is Back (1979). Das Trio löste sich 1981 auf, nachdem die Mitglieder eigene Karrieren anstrebten. Diane Taylor starb 1985 an Krebs.

## Diskografie

### Alben
| Jahr | Titel                                                      | Höchste Chart-Position | Höchste Chart-Position | Höchste Chart-Position | Höchste Chart-Position | Höchste Chart-Position | Auszeichnungen | Record Label   |
| Jahr | Titel                                                      | US                     | US R&B                 | AUS                    | CAN                    | NL                     | Auszeichnungen | Record Label   |
| --- | ---------------------------------------------------------- | ---------------------- | ---------------------- | ---------------------- | ---------------------- | ---------------------- | -------------- | -------------- |
| 1972 | From a Girl's Point of View We Give to You… Love Unlimited | 151                    | 19                     | —                      | —                      | —                      |                | UNI            |
| 1973 | Under the Influence of... Love Unlimited                   | 3                      | 3                      | 18                     | 1                      | —                      | - RIAA: Gold   | 20th Century   |
| 1974 | In Heat                                                    | 85                     | 15                     | —                      | 81                     | —                      |                | 20th Century   |
| 1977 | He's All I've Got                                          | 192                    | 51                     | —                      | —                      | —                      |                | Unlimited Gold |
| 1979 | Love Is Back                                               | —                      | 70                     | —                      | —                      | 12                     |                | Unlimited Gold |
| „—“ kennzeichnet eine Aufnahme, die in diesem Gebiet nicht in den Charts war oder nicht veröffentlicht wurde. |                                                            |                        |                        |                        |                        |                        |                |                |

### Singles
| Jahr | Titel                                                   | Höchste Chartposition | Höchste Chartposition | Höchste Chartposition | Höchste Chartposition | Höchste Chartposition | Auszeichnungen | Album                                                        |
| Jahr | Titel                                                   | US                    | US R&B                | CAN                   | NL                    | UK                    | Auszeichnungen | Album                                                        |
| --- | ------------------------------------------------------- | --------------------- | --------------------- | --------------------- | --------------------- | --------------------- | -------------- | ------------------------------------------------------------ |
| 1972 | Walkin’ in the Rain with the One I Love                 | 14                    | 6                     | 40                    | 12                    | 14                    | - RIAA: Gold   | From a Girl's Point of View We Give to You... Love Unlimited |
| 1972 | Is It Really True Boy – Is It Really Me                 | —                     | —                     | —                     | —                     | —                     |                | From a Girl's Point of View We Give to You... Love Unlimited |
| 1972 | Are You Sure                                            | —                     | —                     | —                     | —                     | —                     |                | From a Girl's Point of View We Give to You... Love Unlimited |
| 1973 | Fragile – Handle with Care                              | —                     | —                     | —                     | —                     | —                     |                | From a Girl's Point of View We Give to You... Love Unlimited |
| 1973 | Oh Love, Well We Finally Made It                        | —                     | 70                    | —                     | —                     | —                     |                | Under the Influence of... Love Unlimited                     |
| 1973 | Yes, We Finally Made It                                 | —                     | —                     | —                     | —                     | —                     |                | Under the Influence of... Love Unlimited                     |
| 1973 | I‘t May Be Winter Outside (But in My Heart It's Spring) | 83                    | 35                    | —                     | —                     | 11                    |                | Under the Influence of... Love Unlimited                     |
| 1974 | Under the Influence of Love                             | 76                    | 70                    | 78                    | —                     | —                     |                | Under the Influence of... Love Unlimited                     |
| 1974 | People of Tomorrow Are the Children of Today            | —                     | —                     | —                     | —                     | —                     |                | Together Brothers                                            |
| 1974 | I Belong to You                                         | 27                    | 1                     | 37                    | —                     | —                     |                | In Heat                                                      |
| 1975 | Share a Little Love in Your Heart                       | —                     | 21                    | —                     | —                     | —                     |                | In Heat                                                      |
| 1977 | I Did It for Love                                       | —                     | 66                    | —                     | —                     | —                     |                | He's All I've Got                                            |
| 1979 | High Steppin', Hip Dressin' Fella (You Got It Together) | —                     | 45                    | —                     | —                     | —                     |                | Love Is Back                                                 |
| 1980 | I'm So Glad That I'm a Woman                            | —                     | 96                    | —                     | 2                     | —                     |                | Love Is Back                                                 |
| 1980 | If You Want Me, Say It                                  | —                     | 71                    | —                     | —                     | —                     |                | Love Is Back                                                 |
| „—“ kennzeichnet eine Aufnahme, die in diesem Gebiet nicht in den Charts war oder nicht veröffentlicht wurde. |                                                         |                       |                       |                       |                       |                       |                |                                                              |